# Mike Geier
Michael Geier, noto anche con lo pseudonimo di Big Mike Geier o Puddles Pity Party (Filadelfia, 12 marzo 1964), è un cantante statunitense.
È il leader della band Kingsized, fondata ad Atlanta, in Georgia.
Viene acclamato dalla critica soprattutto quando si esibisce con il suo alter ego Puddles Pity Party. Come Puddles, Geier è apparso in alcuni video di YouTube a partire dal 2013, inclusi alcuni video con i Postmodern Jukebox. Attualmente si esibisce quasi esclusivamente come Puddles.

## Biografia
Michael Geier è nato a Filadelfia, in Pennsylvania, quinto di sette figli di "Big Oz" e Peg Geier. È cresciuto a Richmond, in Virginia. Vive e risiede ad Atlanta dal 1995 con sua moglie Shannon Newton. All'inizio degli anni '90, Geier guidò la band The Useless Playboys in tournée, prima di stabilirsi ad Atlanta nel 1995. In questo periodo, Geier fondò i Kingsized. Diversi anni dopo, Geier iniziò a sperimentare un progetto a tema clown chiamato Greasepaint, che gettò le basi per il suo alter ego successivo Puddles.

## Discografia

### EP
- 2005 – Mike Geier - EP 1
- 2006 – Honi Ko'u Ule (con i Tongo Hiti)
- 2007 – Mike Geier - EP 2

### Singoli
- 2008 – Internet Lover